# Gruppo Sportivo Hockey Pordenone
Il Gruppo Sportivo Hockey Pordenone, abbreviato in GSH Pordenone, è una società italiana di hockey su pista con sede a Pordenone e disputa il campionato di Serie B. I suoi colori sociali sono il giallo e il blu. Durante la sua storia si è aggiudicato una Coppa Italia e nel 2015 è stato insignito della Stella di bronzo al merito sportivo.

## Storia
La nascita del G.S. Hockey Pordenone risale al 1964, quando un gruppo di appassionati decise di costituire una squadra con l'obiettivo di promuovere e sviluppare l'hockey su pista nella città di Pordenone. La squadra si affiliò fin da subito alla Federazione Italiana Hockey e Pattinaggio (FIHP), partecipando ai campionati giovanili e senior. Arriva ai vertici nazionali della disciplina alla metà degli anni ’70 e per oltre un decennio si inserisce regolarmente tra le migliori squadre italiane crescendo in termini di risultati e visibilità, raggiungendo la serie A nazionale, la massima divisione del campionato italiano. La squadra si distinse per la sua competitività e per il suo impegno nello sviluppo di giovani talenti, contribuendo a diffondere la passione per l'hockey su pista nella regione.
Nel corso della sua storia, il G.S. Hockey Pordenone ha ottenuto numerosi successi, vincendo trofei a livello nazionale e regionale, sia nelle competizioni maschili che femminili. La sua squadra senior ha partecipato con regolarità ai principali tornei italiani, mentre la società ha dedicato grande attenzione alla formazione delle nuove leve, con un settore giovanile che ha visto crescere diversi giocatori che sono poi diventati protagonisti a livello nazionale.
Durante gli anni '80 e '90, il G.S. Hockey Pordenone ha vissuto alcuni dei suoi momenti più brillanti, consolidando la propria posizione tra le prime squadre italiane. Nonostante le difficoltà economiche e logistiche, la società ha sempre continuato a lavorare con passione, attirando l'attenzione di sponsor e sostenitori locali.

## Cronistoria
| Cronistoria del Gruppo Sportivo Hockey Pordenone |
| --- |
| - 1964 · Fondazione dello Skating Club Pordenone. - 1964 · 5º nel girone C in Serie C. - 1965 · 2º nel girone ? in Serie C. - 1966 · 2º nel girone ? in Serie C. - 1967 · 3º nel girone ? in Serie C. - 1968 · Inattivo. - 1969 · Cambia denominazione in Gruppo Sportivo Hockey Pordenone. - 1969 · ? nel girone ? in Serie C. - 1970 · Cambia denominazione in A.S. Pattinatori Verdi. - 1970 · 5ª nel girone ? in Serie C. - 1971 · Cambia denominazione in Gruppo Sportivo Hockey Pordenone. - 1971 · 2º nel girone ? in Serie C. - 1972 · 1º nel girone ? in Serie C. Promosso in Serie B. - 1973 · 2º nel girone ? in Serie B. - 1974 · 2º nel girone ? in Serie B. - 1975 · 1º nel girone ? in Serie B. Promosso in Serie A. - 1976 · 8º in Serie A. ? della Coppa Italia. - 1977 · 3º in Serie A. Semifinale della Coppa Italia. - 1978 · 10º in Serie A. Seconda fase della Coppa Italia. - 1979 · 9º in Serie A. - 1979-1980 · 6º in Serie A. Vince la Coppa Italia (1º titolo). - 1980-1981 · 8º in Serie A. Finale della Coppa Italia. Semifinale della Coppa delle Coppe. - 1981-1982 · 8º in Serie A. ? della Coppa Italia. - 1982-1983 · 11º in Serie A. Semifinale della Coppa Italia. - 1983-1984 · 4º in Serie A1. Quarti di finale dei play-off scudetto. Quarti di finale della Coppa Italia. - 1984-1985 · 6º in Serie A1. Quarti di finale dei play-off scudetto. Finale della Coppa Italia. ? della Coppa di Lega. - 1985-1986 · 6º in Serie A1. Quarti di finale dei play-off scudetto. Quarti di finale della Coppa Italia. Quarti di finale della Coppa delle Coppe. - 1986-1987 · 14º in Serie A1. Retrocesso in Serie A2. Primo turno della Coppa Italia. Quarti di finale della Coppa CERS. - 1987-1988 · 3º in Serie A2. Promosso in Serie A1. Primo turno della Coppa Italia. - 1988-1989 · 14º in Serie A1. Retrocesso in Serie A2. Quarti di finale della Coppa Italia. - 1989-1990 · 4º in Serie A2. ? della Coppa Italia. - 1990-1991 · 8º nel girone A in Serie B. - 1991-1992 · 5º nel girone 1 in Serie B. - 1992-1993 · 4º nel girone A in Serie B. - 1993-1994 · 2º nella prima fase girone D in Serie B. 2º nel girone D di retrocessione. Retrocesso in Serie C - 1994-1995 · 6º in Serie B. - 1995-1996 · 1º in Serie B. Promosso in Serie A2. - 1996-1997 · 7º in Serie A2. - 1997-1998 · 6º in Serie A2. - 1998-1999 · 7º nel girone A in Serie A2. - 1999-2000 · 6º nel girone A in Serie A2. - 2000-2001 · 7º nel girone A in Serie A2. - 2001-2002 · 10º nel girone A in Serie A2. Retrocesso in Serie B - 2002-2003 · 1º nel girone A in Serie B 1º alla fase finale. Promosso in Serie A2. - 2003-2004 · 12º in Serie A2. - 2004 · Al termine della stagione cede il proprio titolo sportivo al Pordenone Hockey 2004 e termina le attività. - 2013 · Viene rifondato con denominazione A.S.D. Gruppo Sportivo Hockey Pordenone avente matricola FIHP n. 3744 . - 2013-2014 · 3º nel girone A in Serie B. 2º alla final eight. - 2014-2015 · 1º nel girone C in Serie B. 5º alla final eight. - 2015-2016 · 10º in Serie A2. - 2016-2017 · 8º in Serie A2. - 2017-2018 · 7º in Serie A2. Prima fase della Federation Cup. - 2018-2019 · 8º in Serie A2. Prima fase della Federation Cup. - 2019-2020 · 9º in Serie A2. - 2020-2021 · 10º in Serie A2. - 2021-2022 · 3º nel girone D in Serie B. - 2022-2023 · 4º nel girone D in Serie B. - 2023-2024 · 3º nel girone B in Serie B. - 2024-2025 · Partecipa alla Serie B. |

## Colori e simboli
Come detto i colori sociali del Gruppo Sportivo Hockey Pordenone sono il giallo e il blu. Lo stemma del club consiste in uno scudetto dove è presente un'aquila stilizzata sormontata dalla scritta G.S. Hockey Pordenone.

## Strutture
L'impianto interno del GSH Pordenone è il PalaMarrone di Pordenone. Dal 1966 è il palazzo dello sport di casa della squadra. Può ospitare 600 spettatori.

## Società

### Organigramma societario
- Presidente: Sergio Maistrello
- Vicepresidente: Efrem Zanier
- Consiglieri: Gennaro Scatozza, Simona Tisot
- Direttore sportivo: Mario Cortes
- Addetto stampa: Paolo Lodesani

### Sponsor
- 1964-1969: nessuno sponsor
- 1970-1972: Pagnucco Cucine di Arzene
- 1973-1975: Mobilificio Santalucia di Prata
- 1976: Mobilificio Postal Mobili di Sacile
- 1977-1978: Mobilificio Piennetre di Prata
- 1979-1980: Akai
- 1980-1982: Tv color Stern
- 1982-2004: Zoppas
- 2021-2025: Autoscuola tavella

## Palmarès

La rosa del Pordenone per la stagione 1980-1981; sul petto, la coccarda di detentore della Coppa Italia 1979-1980.

### Titoli nazionali
- Coppa Italia: 1

1979-1980

### Altre competizioni
- Campionato italiano di serie B/A2: 2

1975, 1987-1988

## Statistiche

### Partecipazione ai campionati
| Livello | Categoria | Partecipazioni | Debutto   | Ultima stagione | Totale |
| ------- | --------- | -------------- | --------- | --------------- | ------ |
| 1º      | Serie A   | 8              | 1976      | 1982-1983       | 13     |
| 1º      | Serie A1  | 5              | 1983-1984 | 1988-1989       | 13     |
| 2º      | Serie B   | 3              | 1973      | 1975            | 18     |
| 2º      | Serie A2  | 15             | 1987-1988 | 2020-2021       | 18     |
| 3º      | Serie C   | 8              | 1964      | 1972            | 21     |
| 3º      | Serie B   | 13             | 1990-1991 | 2024-2025       | 21     |

### Partecipazioni alla coppe nazionali
| Competizione                 | Partecipazioni | Debutto   | Ultima stagione |
| ---------------------------- | -------------- | --------- | --------------- |
| Coppa Italia                 | 14             | 1976      | 1989-1990       |
| Coppa di Lega/Federation Cup | 3              | 1984-1985 | 2018-2019       |

### Partecipazioni alla coppe internazionali
| Competizione      | Partecipazioni | Debutto   | Ultima stagione |
| ----------------- | -------------- | --------- | --------------- |
| Coppa delle Coppe | 2              | 1980-1981 | 1985-1986       |
| Coppa CERS        | 1              | 1986-1987 | 1986-1987       |